# Numerikus sorok
Ha végtelen sok számot adunk össze, akkor végtelen sort kapunk. Néhány példa:
{\displaystyle 1+{\frac {1}{2}}+{\frac {1}{4}}+{\frac {1}{8}}+\dots }
{\displaystyle 1-1+1-1+1-\dots }
{\displaystyle 1+{\frac {1}{4}}+{\frac {1}{16}}+{\frac {1}{25}}+\dots }
A végtelen sorok tanulmányozása már a 17. században elkezdődött. Bizonyos mennyiségek és függvények kiszámítása egyszerűbbé válik, ha végtelen soralakban írjuk fel őket.

## Alapvető fogalmak
Ha (xn) egy számsorozat, akkor numerikus soron (illetve az (xn) számsorozatból képezett soron) az
{\displaystyle ((x_{n}),(s_{n}))\,}
rendezett párt értjük, ahol
{\displaystyle s_{n}=\sum \limits _{k=1}^{n}x_{k}=x_{1}+x_{2}+...+x_{n}}
az (xn) sorozat részletösszegeinek sorozata. Az (xn)-ből képezett sor jelölésére a
{\displaystyle \sum (x_{n})\,}
jelölés használatos. Ebben a tekintetben egy n számot indexnek, az xn számot a sor  n-edik tagjának nevezzük. xn az sn összeg utolsó tagja.
Gyakran van, hogy egy sor olyan (xn) sorozatból készül, mely nem a természetes számok N halmazán, hanem annak az m számnál nagyobb-egyenlő számokból álló részhalmazán értelmezett. Ezt a következőféleképpen jelöljük: {\displaystyle s_{n}=\sum \limits _{k=m}^{n}x_{k}}
Megjegyzés. Sokszor magára a sorra csak mint az (sn) részletösszeg-sorozatra gondolnak, nem szükséges, hogy a numerikus sort rendezett párként definiálják, legfeljebb néha előnyös.
Azt mondjuk, hogy a ∑(xn) sor konvergens, ha a részletösszegeinek (sn) sorozata konvergens. Ha ∑(xn) konvergens, akkor az (sn) határértékét a ∑(xn) sor összegének nevezzük és a
{\displaystyle \sum \limits _{n=1}^{\infty }x_{n}\,}
szimbólummal jelöljük.
Megjegyezzük, hogy a ∑(xn) pontosan akkor konvergens, ha az első m-1 tagjának elhagyásával kapott {\displaystyle {\sum \limits _{n=m}^{\infty }x_{n}}\,} sor is az. De a két sor összege már nem feltétlenül azonos. A sor összegezhetősége szempontjából ugyan nem, de a sor összege meghatározásánál lényeges az, hogy az összegzést melyik indextől kezdjük. Például tetszőleges q valós számra
{\displaystyle \sum \limits _{n=0}^{\infty }q^{n}\,} és {\displaystyle \sum \limits _{n=1}^{\infty }q^{n}\,}
egyszerre konvergensek vagy nem, de az |q| < 1 összegezhetőségi feltétel fennállása esetén
{\displaystyle \sum \limits _{n=0}^{\infty }q^{n}={\frac {1}{1-q}}\,} és {\displaystyle \sum \limits _{n=1}^{\infty }q^{n}={\frac {q}{1-q}}}

## Konvergenciakritériumok

### Cauchy-konvergenciakritérium
Sorok összegezhetőségének megállapításánál ugyanaz a nehézség áll elő, mint a sorozatok konvergenciájának megállapításánál. Ha definíció szerint szeretnénk belátni a konvergenciát, akkor előre tudnunk kellene a sor összegét. Ezt a nehézséget először Cauchy hidalta át, aki a konvergenciára egy olyan kritériumot vezetett be, mely nem feltételezi a sorösszeg ismeretét.
Cauchy-kritérium. Az alábbi kijelentések ekvivalensek egymással:
1. ∑(an) végtelen sor konvergens
2. {\displaystyle \forall \varepsilon >0\quad \exists N\in \mathbf {Z} ^{+}\quad \forall n,m\in \mathbf {Z} ^{+}:\quad n>m>N\quad \Rightarrow \quad \left|\sum \limits _{k=m}^{n}a_{k}\right|<\varepsilon \,}

Ezt azt jelenti, hogy egy sor pontosan akkor konvergens, ha a részletösszegek sorozata a Cauchy-sorozat. Ugyanis
{\displaystyle s_{n+k}-s_{n}=\sum _{i=n+1}^{n+k}a_{i}}.

### Szükséges kritérium
Konvergens numerikus sorok esetén lehetetlen, hogy az a sorozat, amiből a sort képeztük ne legyen nullsorozat.
Sorok összegezhetőségének szükséges feltétele
Ha a ∑(an) sor konvergens, akkor an {\displaystyle \to } 0.
Ugyanis, legyen a sor összege A ∈ R és a ∑(an) részletösszegeinek sorozata (sn). Mivel (sn-1) részsorozata a konvergens (sn)-nek ezért:
{\displaystyle a_{n}=s_{n}-s_{n-1}\,}
szintén konvergens és a konvergens sorozatok különbségének határértékére vonatkozó tulajdonság miatt:
{\displaystyle a_{n}\to A-A=0\,}.
Ez a feltétel nem elégséges. Nevezetes ellenpélda ugyanis a
{\displaystyle \sum _{(1)}\left({\frac {1}{n}}\right)}
harmonikus sor, mely divergens, bár a tagjai a nullához tartanak. Ezt már a Cauchy-kritériummal is igazolni tudjuk. Legyen ugyanis ε = 1/2 és N tetszőleges természetes szám. Ekkor az n = N + 1 és m = 2N számok olyanok, hogy
{\displaystyle \left|\sum \limits _{k=N+1}^{2N}{\frac {1}{k}}\right|=\sum \limits _{k=N+1}^{2N}{\frac {1}{k}}\geq \sum \limits _{k=N+1}^{2N}{\frac {1}{2N}}={\frac {N}{2N}}={\frac {1}{2}}=\varepsilon \,}
Egy másik jellegzetes példa. A
{\displaystyle \sum _{(0)}({\sqrt {n+1}}-{\sqrt {n}})}
sor tagjai a nullához tartanak, ugyanakkor a sor n-edik részletösszege teleszkopikus összeg és
{\displaystyle \sum _{k=0}^{n-1}({\sqrt {k+1}}-{\sqrt {k}})={\sqrt {1}}-{\sqrt {0}}+{\sqrt {2}}-{\sqrt {1}}+...+{\sqrt {n-1}}-{\sqrt {n-2}}=}
{\displaystyle =-{\sqrt {0}}+{\sqrt {n-1}}=0+{\sqrt {n-1}}\to \infty }
Megjegyzés: egy nem negatív tagú sor akkor és csak akkor konvergens, ha a részletösszegeinek sorozata korlátos, illetve ha egy nemnegatív tagú sor divergens, akkor az összege végtelen.

## Végtelen sorok és műveletek
Állítás: Ha a {\displaystyle \sum _{n=1}^{\infty }a_{n}} végtelen sor konvergens és az összege A, akkor minden {\displaystyle c\in \mathbb {R} }-re a {\displaystyle \sum _{n=1}^{\infty }c\cdot a_{n}} sor is konvergens, és az összege {\displaystyle c\cdot A}.
Bizonyítás:Ha a {\displaystyle \sum _{n=1}^{\infty }a_{n}} sor n-edik részletösszege {\displaystyle s_{n}}, akkor a {\displaystyle \sum _{n=1}^{\infty }c\cdot a_{n}} sor n-edik részletösszege {\displaystyle c\cdot s_{n}}. Így az állítás abból következik, hogy {\displaystyle \lim _{n\to \infty }c\cdot s_{n}=c\cdot \lim _{n\to \infty }s_{n}=c\cdot A}
Állítás: Ha a {\displaystyle \sum _{n=1}^{\infty }a_{n}} és {\displaystyle \sum _{n=1}^{\infty }b_{n}} sorok konvergensek, és összegük A illetve B, akkor a {\displaystyle \sum _{n=1}^{\infty }(a_{n}+b_{n})} sor is konvergens, és az összege A+B.
Bizonyítás: Ha a megfelelő sorok n-edik részletösszegei {\displaystyle s_{n}} illetve {\displaystyle t_{n}}, akkor a {\displaystyle \sum _{n=1}^{\infty }(a_{n}+b_{n})} sor n-edik részletösszegei {\displaystyle s_{n}+t_{n}}. Így az állítás következik abból, hogy {\displaystyle \lim _{n\to \infty }(s_{n}+t_{n})=\lim _{n\to \infty }s_{n}+\lim _{n\to \infty }t_{n}=A+B}.
Megjegyzés: Egy konvergens sor tagjai közül akárhány 0-val egyenlő tagot elhagyva, illetve akárhány 0-t beszúrva a sor konvergens marad és az összege nem változik.
Állítás: Egy konvergens sor tagjai közül véges sokat elhagyva, véges sok új tagot beszúrva, illetve véges sok tagot megváltoztatva a sor konvergens marad.
Bizonyítás: Tegyük fel, hogy a {\displaystyle \sum _{n=1}^{\infty }a_{n}} sor tagjai közül az {\displaystyle a_{k}} tagot elhagyjuk. Ekkor {\displaystyle n\geq k} esetén az új sor n-edik részletösszege {\displaystyle s_{n}-a_{k}} lesz, tehát az új sor részletösszegeinek sorozata {\displaystyle A-a_{k}}-hoz tart. Ha viszont a {\displaystyle \sum _{n=1}^{\infty }a_{n}} sor k-adik és k+1-edik tagja közé beszúrunk egy új c tagot, akkor n>k esetén az új sor n-edik részletösszege {\displaystyle s_{n}+c} lesz, tehát az új sor részletösszegeinek sorozata A+c-hez tart. Mindkét esetben konvergens sort kapunk. Ebből következik, hogy e két operációt véges sokszor elvégezve az eredményül kapott sor konvergens marad. Véges sok tag megváltoztatása elérhető úgy, hogy az illető tagokat elhagyjuk, majd a helyükre újakat szúrunk be, tehát a konvergenciát ez sem változtatja meg.
Azt mondjuk, hogy a {\displaystyle \sum _{n=1}^{\infty }c_{n}} végtelen sor a {\displaystyle \sum _{n=1}^{\infty }a_{n}} és {\displaystyle \sum _{n=1}^{\infty }b_{n}} sorok összefésülése, ha a {\displaystyle c_{n}} sorozat az {\displaystyle a_{n}} és {\displaystyle b_{n}} tagokat és csak azokat sorolja fel, mindegyiket pontosan egyszer, és az {\displaystyle a_{n}}, illetve {\displaystyle b_{n}} tagok sorrendje a {\displaystyle (c_{n})} sorozatban ugyanaz, mint az {\displaystyle (a_{n})} illetve {\displaystyle (b_{n})} sorozatban.
Állítás: Ha a {\displaystyle \sum _{n=1}^{\infty }a_{n}} és {\displaystyle \sum _{n=1}^{\infty }b_{n}} sorok konvergensek és az összegük A, illetve B, akkor a sorok minden összefésülése is konvergens, és az összege A+B.
Bizonyítás: A két sor minden összefésülése megkapható oly módon, hogy mindkét sorba alkalmas helyekre 0 tagokat szúrunk be, majd az így kapott két sort tagonként összeadjuk. Így az állítás a fentiekből következik.

## Abszolút és feltételes konvergencia
A {\displaystyle \sum _{n=1}^{\infty }a_{n}} végtelen sort abszolút konvergensnek nevezzük, ha a {\displaystyle \sum _{n=1}^{\infty }|a_{n}|} sor konvergens.
Állítás: Minden abszolút konvergens sor konvergens.
Bizonyítás: Ha {\displaystyle \sum _{n=1}^{\infty }a_{n}} abszolút konvergens, akkor a Cauchy-kritérium szerint minden {\displaystyle \varepsilon }>0-hoz van olyan N, hogy {\displaystyle |a_{n+1}|+|a_{n+2}|+\cdots +|a_{m}|<\varepsilon } teljesül minden {\displaystyle N\leq n<m}-re. De ekkor a háromszög-egyenlőtlenség szerint {\displaystyle |a_{n+1}+a_{n+2}+\cdots +a_{m}|\leq |a_{n+1}|+|a_{n+2}|+\cdots +|a_{m}|<\varepsilon } is teljesül, tehát a {\displaystyle \sum _{n=1}^{\infty }a_{n}} sor is kielégíti a Cauchy-kritériumot.Tehát az állítást beláttuk.
Tétel: Egy abszolút konvergens sor bármely átrendezettje is abszolút konvergens, és az összege ugyanaz mint az eredeti soré.
Bizonyítás: Legyen a {\displaystyle \sum _{n=1}^{\infty }b_{n}} a {\displaystyle \sum _{n=1}^{\infty }a_{n}} sor egy átrendezettje. Adott {\displaystyle \varepsilon }>0-hoz válasszunk egy olyan N-et, hogy {\displaystyle |a_{N}|+|a_{N+1}|+\cdots +|a_{m}|<\varepsilon } teljesüljön minden m>N-re. Az {\displaystyle a_{1},\cdots ,a_{N}} tagok mind szerepelnek a {\displaystyle \sum _{n=1}^{\infty }b_{n}} sorban. Ha itt az indexeik maximuma M, akkor k>M esetén a {\displaystyle b_{m},\cdots ,b_{k}} tagoknak az {\displaystyle \sum _{n=1}^{\infty }a_{n}} sorbeli indexei nem kisebbek N-nél, tehát elég nagy m-re szerepelnek az {\displaystyle a_{N},\cdots ,a_{m}} tagok között. Így {\displaystyle |b_{M}|+|b_{M+1}|+\cdots +|b_{k}|\leq |a_{N}|+|a_{N+1}|+\cdots +|a_{m}|<\varepsilon }. Ebből következik, hogy a {\displaystyle \sum _{n=1}^{\infty }|b_{n}|} sor is kielégíti a Cauchy-kritériumot, tehát konvergens. Ezzel beláttuk, hogy a {\displaystyle \sum _{n=1}^{\infty }b_{n}} sor is abszolút konvergens, tehát a fenti állítás miatt konvergens is. Legyen {\displaystyle \sum _{n=1}^{\infty }a_{n}=A} és {\displaystyle \sum _{n=1}^{\infty }b_{n}=B}. Adott {\displaystyle \varepsilon }>0-ra legyen N és M mint fent. Ekkor k>max(N,M) esetén a {\displaystyle d_{k}=(a_{1}+\cdots +a_{k})-(b_{1}+\cdots +b_{k})} különbségében minden {\displaystyle a_{n}(n\leq N)} tag kiesik, tehát {\displaystyle d_{k}} olyan {\displaystyle \pm a_{n}} alakú tagok összege, amelyek indexei különbözőek és N-nél nagyobbak. Így alkalmas m>N-re {\displaystyle |d_{k}|\leq |a_{N}|+|a_{N+1}|+\cdots +|a_{m}|<\varepsilon }
Ezzel beláttuk, hogy {\displaystyle \lim _{k\to \infty }d_{k}=0}. Azonban {\displaystyle \lim _{k\to \infty }d_{k}=A-B}, tehát A=B.
A {\displaystyle \sum _{n=1}^{\infty }a_{n}} végtelen sort feltételesen konvergesnek nevezzük, ha konvergens, de nem abszolút konvergens.

## Lásd még
- Cauchy-konvergenciakritérium
- Gyökkritérium
- Hányadoskritérium
- Majoráns kritérium